# Лазурі-де-Беюш (комуна)
Лазурі-де-Беюш (рум. Lazuri de Beiuș) — комуна у повіті Біхор в Румунії. До складу комуни входять такі села (дані про населення за 2002 рік):
- Белень (259 осіб)
- Кусуюш (498 осіб)
- Лазурі-де-Беюш (372 особи) — адміністративний центр комуни
- Хінкіріш (751 особа)

Комуна розташована на відстані 374 км на північний захід від Бухареста, 64 км на південний схід від Ораді, 93 км на захід від Клуж-Напоки, 129 км на північний схід від Тімішоари.

## Населення
За даними перепису населення 2002 року у комуні проживали 1880 осіб.
Національний склад населення комуни:
| Національність | Кількість осіб | Відсоток |
| -------------- | -------------- | -------- |
| румуни         | 1878           | 99,9%    |
| угорці         | 2              | 0,1%     |

Рідною мовою назвали:
| Мова      | Кількість осіб | Відсоток |
| --------- | -------------- | -------- |
| румунська | 1876           | 99,8%    |
| угорська  | 4              | 0,2%     |

Склад населення комуни за віросповіданням:
| Релігія       | Кількість осіб | Відсоток |
| ------------- | -------------- | -------- |
| православні   | 1646           | 87,6%    |
| баптисти      | 158            | 8,4%     |
| п'ятдесятники | 44             | 2,3%     |
| адвентисти    | 29             | 1,5%     |
| римо-католики | 1              | 0,1%     |
| бретрени      | 1              | 0,1%     |
| лютерани      | 1              | 0,1%     |